# Schodový graf

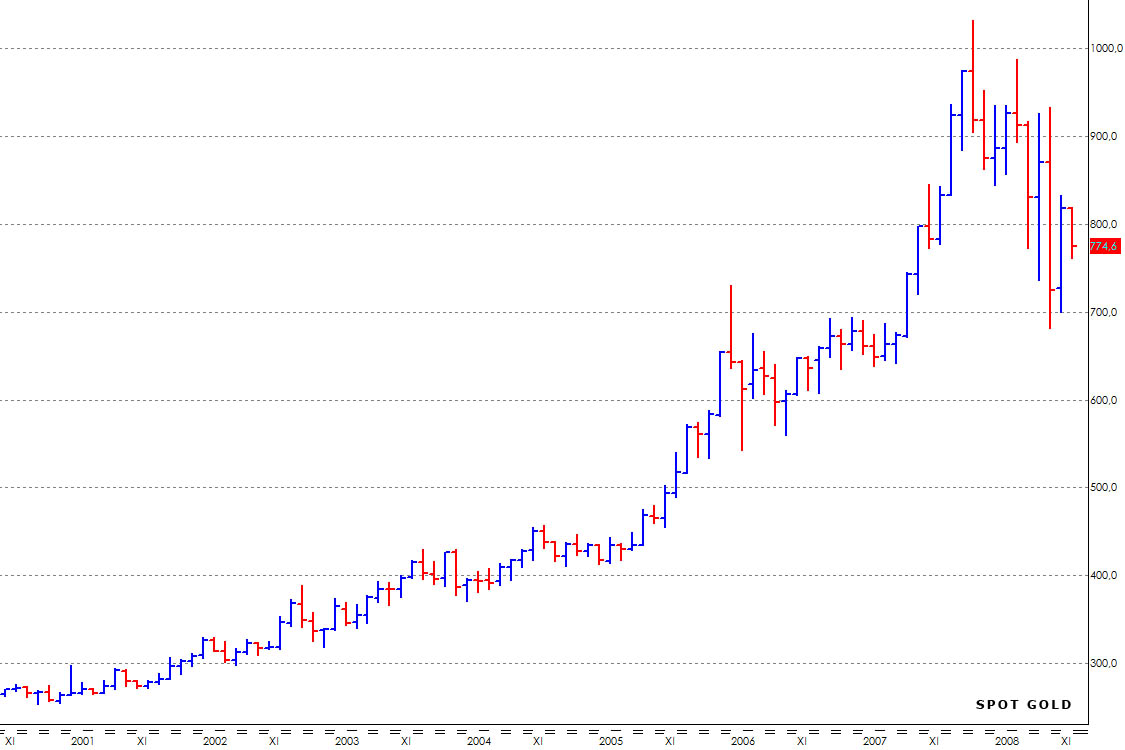
Schodový graf ceny zlata v letech 2001–2008

Schodový graf (anglicky OHLC chart nebo jen bar chart) se používá v technické analýze k zobrazení vývoje ceny v čase. Každému času přísluší sloupec, jehož počátek a konec představují nejnižší a nejvyšší cenu, vodorovné čárky na sloupci značí otevírací (na levé straně) a uzavírací cenu (na pravé straně). Sloupec může být zbarven v závislosti na tom, zda cena klesá, nebo stoupá. Díky detailnějšímu zobrazení průběhu ceny se lépe zpozorují trendy a cenové formace.
Stejné údaje zobrazuje odlišným způsobem svícový graf.

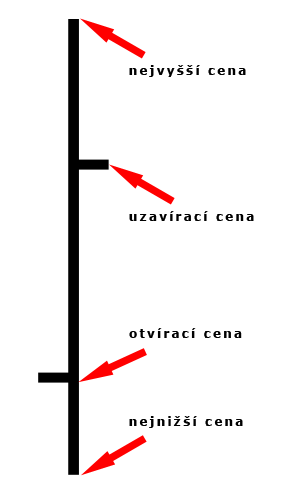
Význam částí schodového grafu